# Carastelec
Carastelec (węg. Kárásztelek) – wieś w Rumunii, w okręgu Sălaj, w gminie Carastelec. W 2011 roku liczyła 1031 mieszkańców.